# Istjørna
Istjørna är en sjö i Antarktis. Den ligger i Östantarktis. Norge gör anspråk på området. Istjørna ligger 60 meter över havet.